# Mamadou Tounkara
Dit overzicht is mogelijk incompleet; u kunt helpen door het uit te breiden.
Mamadou Tounkara (Blanes, 19 januari 1996) is een Spaans voetballer van Senegalese afkomst die bij voorkeur als aanvaller speelt. Hij stroomde in 2014 door vanuit de jeugd van SS Lazio

## Clubcarrière
Tounkara speelde in de jeugd bij FC Barcelona. Na twee blessures en disciplinaire problemen zag Barcelona af van de aanvaller, waarna hij naar SS Lazio vertrok. Op 18 mei 2014 debuteerde Tounkara in de Serie A, tegen Bologna. Hij mocht na 81 minuten invallen voor Miroslav Klose.